# Haninge FBC
Haninge FBC är en svensk innebandyförening i Haninge kommun som bildades 1991 under namnet IBK Handen. Herrarnas A-lag spelade säsongen 2011/2012 i Allsvenskan Norra. I juni 2012 bytte klubben namn till Haninge FBC.
I oktober 2015 uteslöts Haninge FBC ur division 1 herrar Mellersta Svealand på grund av obetalda avgifter.